# Hans Werner Moises

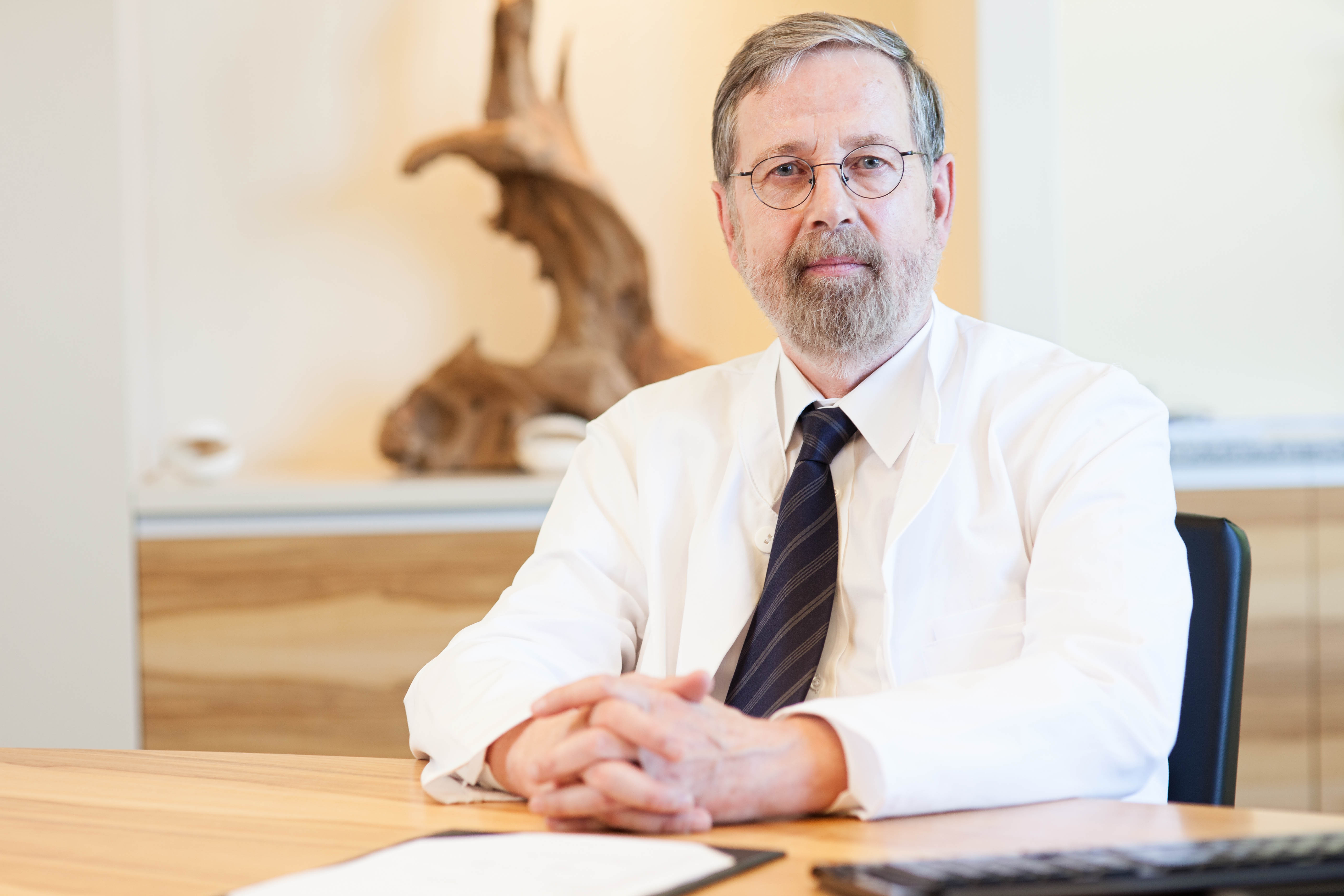
Hans Moises 2015

Hans Werner Moises (* 3. Juli 1948 in Celle; † 14. April 2024 in Frankfurt am Main) war ein deutscher Arzt, Psychiater und Genforscher.

## Leben und Wirken
Moises wurde als zweiter Sohn des Lehrers Hans Moises und seiner Ehefrau Sophie geboren. Er wuchs in Mönchengladbach und Offenbach auf. Nach dem Abitur am Altsprachlichen Gymnasium der Leibnizschule in Offenbach am Main studierte Moises Medizin im vorklinischen Teil des Studiums an der Universität Leuven (Belgien).  Den klinischen Teil seines Medizinstudiums absolvierte er an der Universität Heidelberg (Deutschland).
Danach ging er als wissenschaftlicher Mitarbeiter an das von Heinz Häfner neu gegründete Zentralinstitut für Seelische Gesundheit (ZI) in Mannheim und promovierte 1980 an der Universität Heidelberg unter Helmut Beckmann zum Dr. med. mit der Arbeit Eine Doppelblinduntersuchung zur antidepressiven Wirkung der Isomere von Tranylcypromin, ein Beitrag zur Abklärung des biochemischen Wirkungsmechanismus der MAO-Inhibitoren.
Moises verließ 1987 Deutschland und ging als Postdoc in die USA an das Department of Genetics der Stanford University in Palo Alto, Kalifornien. Hier studierte er bis 1989 bei Luigi Luca Cavalli-Sforza Genetik und Molekulargenetik. Anschließend kehrte er nach Deutschland zurück, um sich an der Medizinischen Fakultät der Christian-Albrechts-Universität zu Kiel im Fachgebiet Psychiatrie zu habilitieren. Seine Habilitationsschrift trug den Titel  Molekulargenetische Untersuchungen zur Genese der Schizophrenie. Dort wurde er dann auch auf eine Professur berufen. 1990 gründete er an der Klinik für Psychiatrie und Psychotherapie der Universität Kiel das erste molekulargenetische Labor zur Erforschung der Ursachen psychiatrischer Krankheiten in Deutschland und leitete dieses als Direktor. In Zusammenarbeit mit den isländischen Psychiatern Helgi Kristbjarnarson und  Tómas Helgason führte er den weltweit ersten vollständigen Genom-Scan bei der Schizophrenie mit statistisch signifikanten Ergebnissen durch. Die Ergebnisse zeigten mehrere Risikogene auf verschiedenen Chromosomen und widerlegten damit erstmals mit den neuen Methoden der Genomforschung die Hypothese, dass Schizophrenie durch ein einziges Gen verursacht werde. Der 1995 in der Wissenschaftszeitschrift Nature Genetics erschienene Artikel war die erste internationale Genom-Studie in der Psychiatrie, an der sich Forscher aus Deutschland, Island, Frankreich, Italien, Großbritannien, Österreich, China, Taiwan, Schweden, Kanada und den USA beteiligten. Mehrere internationale Medien berichteten darüber wie die Voice of America (USA), Science (USA), Nature (USA), Science News (USA), Die Welt, die Welt am Sonntag (Berlin) und Focus in Deutschland, sowie die renommierte Wissenschaftsjournalistin Natalie Angier in der New York Times.
Moises arbeitete mit renommierten Forschern wie Irving Gottesman, Leroy Hood, Robert Plomin und anderen zusammen. So suchte sein Labor auch nach Genen für Intelligenz und entdeckte 1998 das erste Risiko-Gen für Atopische Dermatitis.
Moises war einer der Begründer und Verfechter der Hypoxie-Theorie der Schizophrenie. Diese postuliert, dass eine Vielzahl von Forschungsergebnissen der Schizophrenie durch einen milden Sauerstoffmangel des Gehirns beim Erwachsenen erklärt werden können.

## Privates
Moises war verheiratet und hatte zwei Kinder sowie zwei Enkelkinder.

## Preise und Auszeichnungen
Förderpreis der Fakultät für Klinische Medizin Mannheim der Universität Heidelberg, 1980

## Schriften (Auswahl)
- mit H. J. Beckmann: Antidepressant efficacy of tranylcypromine isomers: A controlled study. In: Neural Transmission Volume 50, 1981, S. 185–192, doi:10.1007/BF01249140.
- mit H. Beckmann: MAO inhibition as antidepressive mechanism reevaluated. A controlled study with tranylcypromine isomers. In: Modern problems of pharmacopsychiatry. Volume 19, 1983, S. 211–214.
- mit J. Kennedy, L. Giuffra et al.: Evidence against linkage of schizophrenia to markers on chromosome 5 in a northern Swedish pedigree. In: Nature. Volume 336, 1988, S. 167–170, doi:10.1038/336167a0.
- mit J. Gelernter, LA Giuffra et al.: No Linkage Between D2 Dopamine Receptor Gene Region and Schizophrenia. In: Archives of General Psychiatry. Volume 48, 1991, S. 643–647, doi:10.1001/archpsyc.1991.01810310061011.
- mit L. Yang, H. Kristbjarnarson et al.: An international two–stage genome–wide search for schizophrenia susceptibility genes. In: Nature Genetics Volume 11, 1995, S. 321–324, doi:10.1038/ng1195-321.
- Genetic Models of Schizophrenia. In: Advances in the Neurobiology of Schizophrenia. J. A. Den Boer, H. G. M. Westenberg., H. M. van Prag. (Hrsg.), John Wiley & Sons, Chichester, 1995, S. 59–86.
- mit R. Fölster-Holst, L. Yang et al.: Linkage between atopy and the IgE high-affinity receptor gene at 11q13 in atopic dermatitis families. In: Human Genetics. Volume 102, 1998, S. 236–239 (online).
- mit I. I. Gottesman: Genetische Risikofaktoren bei Schizophrenie. In: H. Helmchen. H. Lauter, F. Henn, N. Sartorius (Hrsg.) Psychiatrie der Gegenwart 5. Springer, Berlin, Heidelberg. 2000, S. 72–86, doi:10.1007/978-3-642-59626-1_3.
- mit I. I. Gottesman: Genetics, Risk Factors, and Personality Factors. In: F. Henn, N. Sartorius, H. Helmchen, H. Lauter (Hrsg.) Contemporary Psychiatry. Springer, Berlin, Heidelberg. 2001, S. 48–55, doi:10.1007/978-3-642-59519-6_87.
- mit T. Zoega, L. Li, L. Hood: Genes and Neurodevelopment in Schizophrenia. In L. F. DiLalla (Hrsg.), Decade of behavior. Behavior genetics principles: Perspectives in development, personality, and psychopathology. American Psychological Association, 2004, S. 145–157, doi:10.1037/10684-010.
- mit D. Lorenz, H. Frederiksen, F. Kopper, G. Deuschl, K. Christensen: High concordance for essential tremor in monozygotic twins of old age. In: Neurology. Volume 62, 2004, S. 208–211 (online).
- In memoriam of Professor Irving Gottesman (1930–2016). In: European Archives of Psychiatry and Clinical Neurosciences. Volume 266, 2016, S. 581–582, doi:10.1007/s00406-016-0717-2.
- Psychoses. In: Encyclopedia of the Human Genome. John Wiley & Sons, Chichester, West Sussex, UK, 2019. (online).